# Dionísio IV de Constantinopla
Dionísio IV de Constantinopla (em grego: Διονύσιος Δ΄; m. 23 de setembro de 1696), dito o Muçulmano (em grego: Μουσελίμης; romaniz.: Mouselimes), foi patriarca ecumênico de Constantinopla cinco vezes no no último quarto do século XVII: entre 1671 e 1673, 1676 e 1679, 1682 e 1684, 1686 e 1687 e finalmente entre 1693 e 1694. 

## História
Dionísio era natural de Istambul (Constantinopla), estudou na Grande Escola da Nação no bairro de Phanar e trabalhou em funções administrativas no Patriarcado. Em 9 de agosto de 1662, foi eleito bispo de Lárissa, onde permaneceu até 1671, data de sua primeira eleição ao patriarcado.
Nos intervalos de 1673 e 1676 e 1679 e 1682, depois de sua primeira e segunda deposição do trono patriarcal, Dionísio assumiu a metrópole de Filipos. Depois de seu segundo mandato, Dionísio se mudou para a Valáquia e se envolveu num duro conflito com o patriarca Tiago, que acabou forçado a renunciar em 1682. Depois de seu terceiro mandato, entre 1682 e 1684, quando o antigo patriarca Partênio IV reassumiu pela quarta vez, Dionísio assumiu a metrópole de Calcedônia, onde ficou até 1686. Ele retornou para a capital em 7 de abril deste mesmo ano para depor Tiago novamente, que havia sido restaurado pelo período entre 1685 e 1686. Tiago retaliou oferecendo uma grande soma em dinheiro ao grão-vizir e conseguiu que Dionísio fosse novamente deposto em 17 de outubro de 1687.
Dionísio, que já havia sido preso pelos otomanos em 1679, acabou encarcerado novamente entre 1687 e 1688. Depois de sua última deposição, em 1694, Dionísio se mudou para Bucareste, na Romênia, e morreu em 23 de setembro de 1696 em Târgoviște, na Valáquia. Ele foi sepultado no Mosteiro Radu Vodă, um mosteiro da Igreja Ortodoxa Romena em Bucareste, onde viveu.
Durante seus mandatos, Dionísio tratou de diversos assuntos religiosos e políticos, incluindo a posição da Igreja Ortodoxa contra as diversas confissões de fé e teólogos protestantes e calvinistas que circulavam no oriente. Sua resposta aos teólogos calvinistas, "Aos Calvinistas sobre as Doutrinas da Igreja Ortodoxa" (janeiro de 1672), é um importante relato histórico de sua formulação doutrinária.